# Mary Paley Marshall
Mary Marshall (24 d'octubre de 1850 – 1944) fou una economista i professora universitària britànica, coneguda per ser una de les primeres dones que va prendre l'examen d'accés a la universitat i va estudiar al Newnham College, pertanyent a la Universitat de Cambridge.

## Biografia
Paley, en referència al seu cognom de naixement, va néixer a Lincolnshire, Anglaterra, filla de Thomas Paley, alcalde d'Ufford, besnét del filòsof i teòleg del S. XVIII William Paley. Educada a casa, el 1871 va ser becada i va ingressar com una dels cinc primeres alumnes de la recent fundada Universitat de Newnham a Cambridge. Va realitzar l'examen Moral Sciences Tripos el 1874 i va ser la primera o segona millor de la seva classe. No va poder graduar-se per ser dona. Paley va fer l'examen amb Amy Bulley. Que les dones s'examinessin era una fita per a la Universitat de Cambrige.
De 1875 a 1876 va exercir de professora a Newnham.
El 1876 es va comprometre amb Alfred Marshall, qui havia estat el seu tutor d'economia. El 1878 van fundar el Departament d'Economia de la Universitat de Bristol. El 1883 van tornar a Oxford. Mary va exercir com a professora i conferenciant d'economia. Conjuntament van escriure el llibre Economics of Industry, publicat el1879.
Mary, una ferma amiga d'Eleanor Sidgwick, va mantenir la seva relació amb la Universitat de Newnham: va treballar com a professora associada des de 1893 a 1912, va ser membre del consell de la universitat i una de les fideïcomissàroes del Mary Anne Ewart Trust. No obstant això, el seu marit Alfred es va interposar cada vegada més sobre l'educació de les dones. Quan Cambridge va començar a considerar atorgar títols a les dones, ell es va continuar oposant. Per part seva, Mary estava totalment dedicada al seu marit i va ser una col·laboradora important en els seus treballs i escrits econòmics. El principal treball d'Alfred va ser Principles of Economics i si bé ell consta com a únic autor és conegut que Mary va realitzar gran part del treball.
Després de la mort del seu marit el 1924, Mary es va convertir en Bibliotecària Honoraria de la Biblioteca Marshall d'Economia a Cambridge, a la qual va donar la col·lecció d'articles i llibres del seu espòs. Va continuar vivint a Balliol Croft fins a la seva mort el 1944. Les seves cendres van ser escampades al seu jardí. El seu marit està enterrat a l'Ascension Parish Burial Ground.
Les reminiscències de Mary Marshall van ser publicades pòstumament en el llibre What I Remember (1947).